# Alexis Clairault
Alexis Claude Clairault (o Clairaut) (Parigi, 3 maggio 1713 – Parigi, 17 maggio 1765) è stato un matematico e astronomo francese.

## Biografia

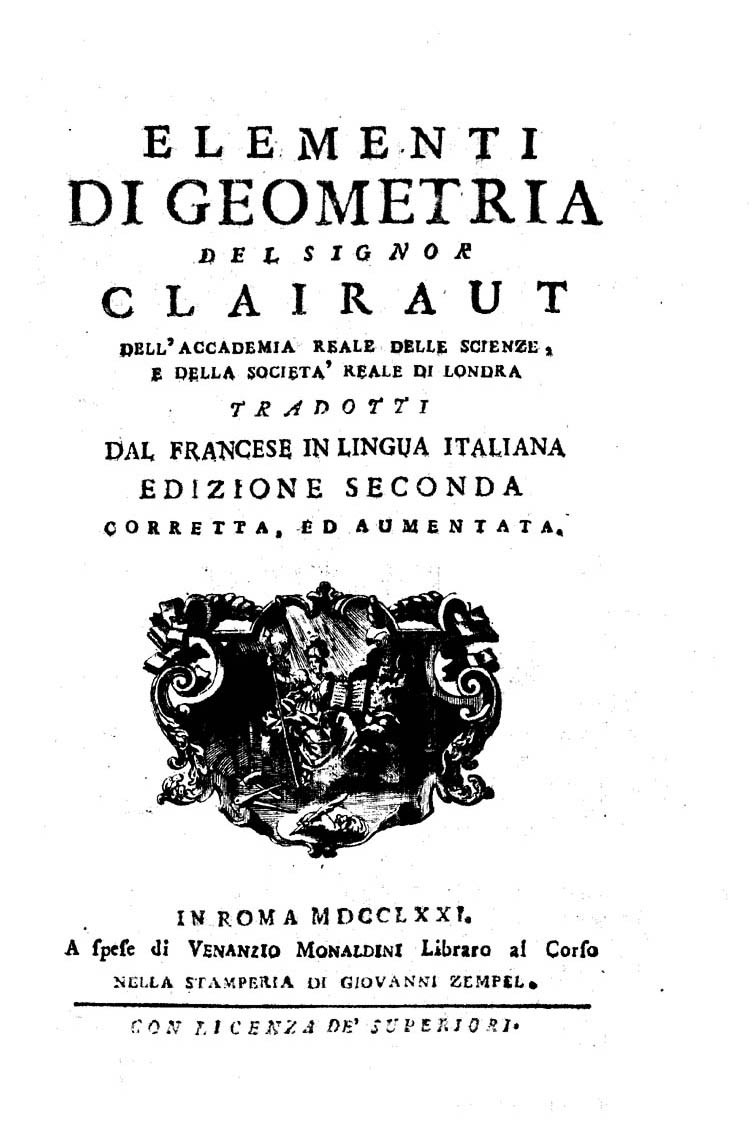
Elementi di geometria (Éléments de géométrie), 1771

Clairault sviluppò sotto la guida del padre, Jean-Baptiste Clairaut, professore di matematica, un precocissimo talento matematico, tanto da essere considerato un bambino prodigio. All'età di 12 anni scrisse una memoria su quattro curve da lui scoperte, e l'anno successivo la lesse davanti all'Académie française. A sedici anni compose un trattato sulle curve nello spazio, Recherches sur les courbes a double courbure, pubblicato nel 1731, che gli valse l'ammissione all'Accademia francese delle scienze, prima che ne avesse l'età legale, a 18 anni. Nello stesso anno dimostrò un'ipotesi di Newton, cioè che tutte le curve del terz'ordine sono la proiezione di cinque parabole.
Nel 1736, con Pierre Louis Maupertuis, prese parte alla spedizione in Lapponia, avente come scopo la misurazione della lunghezza di un grado di meridiano, ed al ritorno pubblicò il trattato Théorie de la figure de la terre (1743). In questo lavoro espose un teorema, oggi noto come teorema di Clairaut, che usò per legare la forza di gravità sui punti della superficie di un ellissoide rotante con la compressione e la forza centrifuga all'equatore della figura.

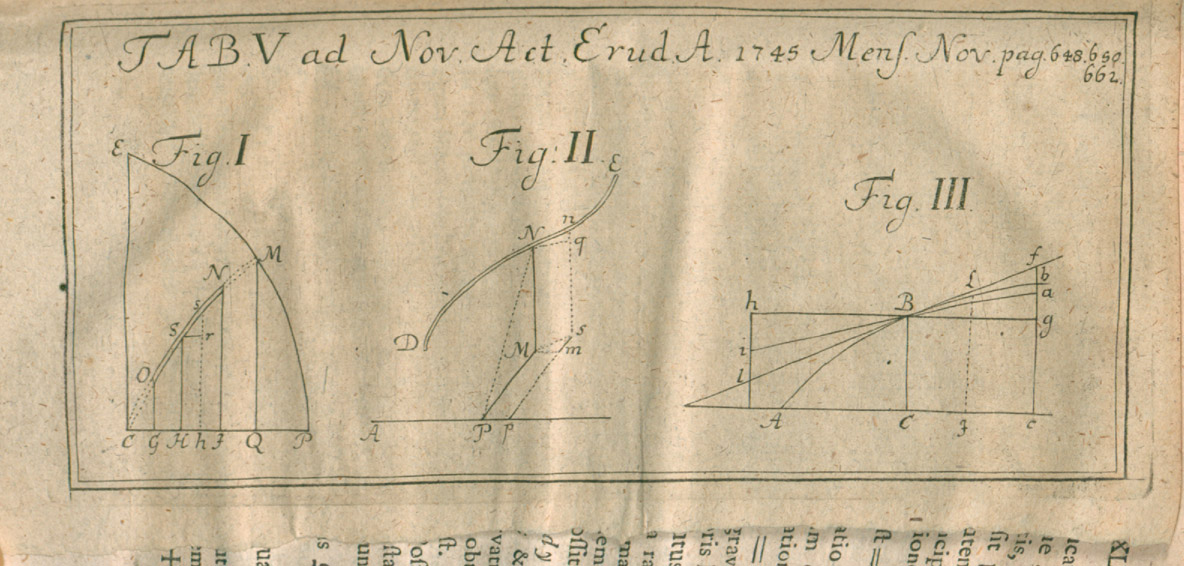
Illustrazione alla recensione della Theoria figurae telluris pubblicata sugli Acta Eruditorum del 1745

La Théorie de la figure de la terre è basato su di un lavoro di Maclaurin che dimostra come una massa fluida omogenea, posta in rotazione intorno ad un asse passante per il suo centro di massa e sottoposto alla forza di attrazione gravitazionale delle sue componenti, assume la forma di uno sferoide. Nel 1849 Stokes generalizzò il risultato, dimostrando che questo è vero indipendentemente dalla distribuzione di densità, purché la superficie sia uno sferoide di limitata eccentricità.
Ottenne un'ingegnosa soluzione approssimata al problema dei tre corpi, nel 1750 vinse il premio dell'Accademia russa delle scienze per il saggio Théorie de la lune e nel 1759 calcolò il perielio della cometa di Halley.
La Théorie de la lune ha un carattere fortemente Newtoniano. In esso viene spiegato il moto degli apsidi che in un primo momento era rimasto non compreso, tanto che lo stesso Clairault aveva tentato di spiegarlo tramite una modifica alla legge di gravitazione universale, introducendo termini di terzo grado, per rendere conto delle osservazioni. Nel 1754 produsse alcune tavole di posizioni lunari, e successivamente diversi lavori sull'orbita della Luna e sul moto delle comete, calcolandone le perturbazioni da parte dei pianeti.
Fu maestro e mentore scientifico, assieme a Lacaille, dell'astronomo Jean Sylvain Bailly il quale, grazie al loro appoggio, poté entrare all'Accademia francese delle scienze nel 1763.
Clairault morì a Parigi nel 1765.

## Opere

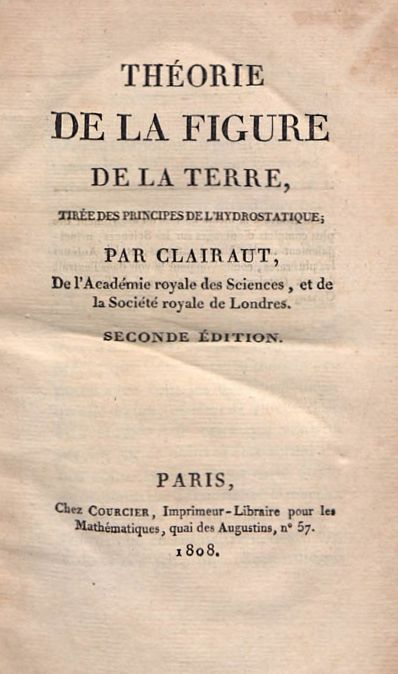
Théorie de la figure de la terre, tirée des principes de l'hydrostatique, 1808

- Elémens de Géometrie (1741)
- Elémens d'algèbre (1741)
- Elementi di Geometria (1771) (traduzione di Elemens de Géometrie)
- Théorie de la lune, déduite du seul principe de l'attraction (1765)
- Théorie de la figure de la terre, tirée des principes de l'hydrostatique (1808)

### Edizioni
- (FR) Theorie de la figure de la terre, tirée des principes de l'hydrostatique, Paris, Laurent Durand, 1743.